# 夏のラジオ
「夏のラジオ」（なつのラジオ）は、1986年7月21日に発売された德永英明の2枚目のシングル。

## 概要
前作「Rainy Blue」から半年振りの新曲。前作をプロデュースした秋谷銀四郎が「夏のラジオ」の作詞を手掛ける。

## 収録曲
全作曲：德永英明
1. 夏のラジオ
作詞：秋谷銀四郎、編曲：奥慶一
2. 愛の中から
作詞：篠原仁志、編曲：和泉一弥
九州朝日放送『モーニングモーニング』テーマソング